# John Herbert (Leichtathlet)
John Alan Adolphus Herbert (* 20. April 1962 in Nottingham) ist ein ehemaliger britischer Dreispringer, der nach seiner Leichtathletikkarriere als Bobfahrer aktiv war.
1982 wurde er Zwölfter bei den Europameisterschaften in Athen. Bei den Commonwealth Games in Brisbane wurde er für England startend Vierter im Weitsprung und Fünfter im Dreisprung.
Im Jahr darauf gewann er Bronze bei der Universiade in Edmonton und schied bei den Weltmeisterschaften 1983 in Helsinki in der Qualifikation aus. 1984 wurde er Sechster bei den Halleneuropameisterschaften in Göteborg und Zehnter bei den Olympischen Spielen in Los Angeles. Bei der Universiade 1985 in Kōbe holte er erneut Bronze.
1986 feierte er mit einem Sieg bei den Commonwealth Games in Edinburgh seinen größten internationalen Erfolg. Einem fünften Platz bei den Halleneuropameisterschaften 1988 in Budapest folgte ein Vorrunden-Aus bei den Olympischen Spielen in Seoul.
1989 wurde er Achter bei den Hallenweltmeisterschaften in Budapest, 1990 Vierter bei den Commonwealth Games in Auckland, Achter bei den Halleneuropameisterschaften in Glasgow und Neunter bei den Europameisterschaften in Split. Bei den Weltmeisterschaften 1991 in Tokio kam er nicht über die erste Runde hinaus.
1988 und 1990 wurde er Englischer Meister im Freien, 1995 in der Halle. 1982 wurde er Britischer Meister im Weitsprung, 1986 im Dreisprung.
1993 wechselte er zum Bobsport. Sein größter Erfolg in dieser Disziplin ist der achte Platz im Viererbob bei den Olympischen Spielen 1994 in Lillehammer.
Als Trainer betreute er unter anderem den Dreispringer Phillips Idowu und die Weitspringerin Jade Johnson.

## Bestleistungen
- Weitsprung: 7,74 m, 14. Juli 1985, London
  - Halle: 7,66 m, 24. Januar 1988, London
- Dreisprung: 17,41 m, 2. September 1985, Kōbe
  - Halle: 16,87 m, 6. März 1988, Budapest